# Campeonato Brasileiro de Futebol de 2011 - Série B
A Série B do Campeonato Brasileiro de Futebol de 2011 foi a 30.ª edição da competição de futebol realizada no Brasil, equivalente à segunda divisão. Foi disputada por 20 clubes, entre 20 de maio e 26 de novembro. Os quatro primeiros colocados obtiveram acesso à Série A de 2012 e os quatro últimos foram rebaixados à Série C de 2012.
Rebaixada em 2008, a Portuguesa foi o primeiro clube a ser promovido para a elite do futebol brasileiro em 2012 após derrotar o Americana de virada por 3–2, jogando fora de casa. Com o acesso garantido, o clube garantiu o título da Série B com três rodadas de antecipação, ao empatar com o Sport no Estádio do Canindé por 2–2. O Náutico confirmou o acesso mesmo depois da derrota para o Boa Esporte, em Varginha, pela penúltima rodada. Na mesma rodada, a Ponte Preta também se garantiu na Série A ao derrotar o ABC, de virada, no Moisés Lucarelli. Na última rodada, o Sport garantiu a última vaga à primeira divisão de 2012 ao derrotar o rebaixado Vila Nova por 1–0 no Estádio Serra Dourada.
Já na parte de baixo da tabela, o Duque de Caxias foi o primeiro a ser rebaixado para a terceira divisão do ano seguinte após ser goleado pelo Icasa por 4–2 em Juazeiro do Norte. Em seguida foi o Salgueiro quem não conseguiu evitar a queda após perder três pontos no Superior Tribunal de Justiça Desportiva (STJD) por uso de jogador irregular. Na 35.ª rodada, o Duque de Caxias conseguiu empatar com o Vila Nova por 1–1, na casa do adversário, forçando o clube de Goiânia a acompanhá-lo em 2012 na Série C. A última vaga para a terceira divisão de 2012 foi preenchida pelo Icasa, ao ser derrotado em casa pela campeã Portuguesa por 2–0.

## Regulamento
Pelo sexto ano consecutivo, a Série B foi disputada por 20 clubes no sistema de ida e volta por pontos corridos. Em cada turno, os times jogaram entre si uma única vez. Os jogos do primeiro turno foram realizados na mesma ordem no segundo turno, apenas com o mando de campo invertido. Não há campeões por turnos, sendo declarado campeão o time que obtiver o maior número de pontos após as 38 rodadas. Ao final, os quatro primeiros times ascenderam para a Série A de 2012, da mesma forma que os quatro últimos caíram para a Série C do ano seguinte.

### Critérios de desempate
Em caso de empate por pontos entre dois clubes, os critérios de desempate foram aplicados na seguinte ordem:
1. Número de vitórias
2. Saldo de gols
3. Gols marcados
4. Confronto direto
5. Número de cartões vermelhos
6. Número de cartões amarelos
7. Sorteio

## Transmissão
A Rede Globo detém todos os direitos de mídia da Série B desde a edição de 2005. Na TV aberta, a emissora carioca transmite apenas para alguns estados. O contrato permite que sejam exibidos no máximo três partidas por semana.[carece de fontes?]
Mesmo com a garantia de exclusividade, a Rede Globo decidiu revender os direitos de transmissão para essa mídia. Após sete anos sendo transmitida pela RedeTV!, a Rede Bandeirantes passou a transmitir a competição para todo o território nacional, com direito a partidas exclusivas.
Pelas operadoras de TV por assinatura, foi transmitida pelo SporTV, sendo apenas duas partidas por rodada em sinal aberto (não foram exibidos nos estados e/ou cidades de cada partida) e as demais partidas exibidas no sistema pay-per-view pelo Premiere FC.

## Participantes
| Equipe            | Cidade             | Estado | Em 2010        | Estádio             | Capacidade | Títulos        |
| ----------------- | ------------------ | ------ | -------------- | ------------------- | ---------- | -------------- |
| ABC               | Natal              | RN     | 1.º (Série C)  | Frasqueirão         | 18 000     | 0 (não possui) |
| Americana[a]      | Americana          | SP     | 15.º           | Décio Vitta         | 12 765     | 0 (não possui) |
| ASA               | Arapiraca          | AL     | 9.º            | Coaracy Fonseca     | 7 500      | 0 (não possui) |
| Boa Esporte[b]    | Varginha           | MG     | 2.º (Série C)  | Melão               | 27 000     | 0 (não possui) |
| Bragantino        | Bragança Paulista  | SP     | 8.º            | Nabi Abi Chedid     | 13 212     | 1 (1989)       |
| Criciúma          | Criciúma           | SC     | 3.º (Série C)  | Heriberto Hülse     | 22 000     | 1 (2002)       |
| Duque de Caxias   | Duque de Caxias    | RJ     | 11.º           | Moacyrzão           | 15 000     | 0 (não possui) |
| Goiás             | Goiânia            | GO     | 19.º (Série A) | Serra Dourada       | 50 049     | 1 (1999)       |
| Grêmio Barueri[c] | Barueri            | SP     | 20.º (Série A) | Arena Barueri       | 32 000     | 0 (não possui) |
| Guarani           | Campinas           | SP     | 18.º (Série A) | Brinco de Ouro      | 32 453     | 1 (1981)       |
| Icasa             | Juazeiro do Norte  | CE     | 12.º           | Romeirão            | 16 000     | 0 (não possui) |
| Náutico           | Recife             | PE     | 13.º           | Aflitos             | 19 800     | 0 (não possui) |
| Paraná            | Curitiba           | PR     | 7.º            | Vila Capanema       | 20 083     | 1 (1992)       |
| Ponte Preta       | Campinas           | SP     | 14.º           | Moisés Lucarelli    | 19 728     | 0 (não possui) |
| Portuguesa        | São Paulo          | SP     | 5.º            | Canindé             | 21 004     | 0 (não possui) |
| Salgueiro         | Salgueiro          | PE     | 4.º (Série C)  | Ademir Cunha[d]     | 7 000      | 0 (não possui) |
| São Caetano       | São Caetano do Sul | SP     | 10.º           | Anacleto Campanella | 16 744     | 0 (não possui) |
| Sport             | Recife             | PE     | 6.º            | Ilha do Retiro      | 30 520     | 1 (1990)       |
| Vila Nova         | Goiânia            | GO     | 16.º           | Serra Dourada       | 50 049     | 0 (não possui) |
| Vitória           | Salvador           | BA     | 17.º (Série A) | Barradão            | 35 632     | 0 (não possui) |

- a. ^  Em outubro de 2010, o Guaratinguetá mudou sua sede de Guaratinguetá para Americana e alterou seu nome para "Americana", a partir de 2011.[16]

- b. ^  Em 19 de janeiro de 2011, o Ituiutaba mudou sua sede de Ituiutaba para Varginha e alterou seu nome para "Boa Esporte Clube". O nome "Ituiutaba" persistiu até 10 de junho de 2011, quando a Federação Mineira de Futebol homologou a mudança do nome do clube para "Boa Esporte" em todos os registros da CBF.[17][18]

- c. ^  Em 11 de maio de 2011, o Grêmio Prudente foi vendido para empresários da cidade de Barueri, voltando assim para sua cidade de origem e a ser denominado "Grêmio Barueri".[19]

- d. ^  O Salgueiro mudou sua sede de Salgueiro para Paulista enquanto o Estádio Cornélio de Barros estava em obras.[20]

## Classificação
| Pos | Equipes         | Pts | J  | V  | E  | D  | GP | GC | SG  | %  | M       | Classificação ou rebaixamento |
| --- | --------------- | --- | -- | -- | -- | -- | -- | -- | --- | -- | ------- | ----------------------------- |
| 1   | Portuguesa      | 81  | 38 | 23 | 12 | 3  | 82 | 38 | +44 | 71 | Estável | Promovidos à Série A de 2012  |
| 2   | Náutico         | 64  | 38 | 17 | 13 | 8  | 51 | 41 | +10 | 56 | Estável | Promovidos à Série A de 2012  |
| 3   | Ponte Preta     | 63  | 38 | 17 | 12 | 9  | 63 | 45 | +18 | 55 | Estável | Promovidos à Série A de 2012  |
| 4   | Sport           | 61  | 38 | 17 | 10 | 11 | 62 | 44 | +18 | 53 | Estável | Promovidos à Série A de 2012  |
| 5   | Vitória         | 60  | 38 | 17 | 9  | 12 | 61 | 48 | +13 | 52 | 1       |                               |
| 6   | Bragantino      | 58  | 38 | 16 | 10 | 12 | 65 | 53 | +12 | 51 | 1       |                               |
| 7   | Boa Esporte     | 57  | 38 | 16 | 9  | 13 | 44 | 40 | +4  | 50 | Estável |                               |
| 8   | Americana       | 56  | 38 | 15 | 11 | 12 | 40 | 45 | –5  | 49 | Estável |                               |
| 9   | Grêmio Barueri  | 53  | 38 | 15 | 8  | 15 | 48 | 53 | –5  | 46 | 2       |                               |
| 10  | ABC             | 53  | 38 | 13 | 14 | 11 | 52 | 53 | –1  | 46 | 2       |                               |
| 11  | Goiás           | 52  | 38 | 16 | 4  | 18 | 51 | 57 | –6  | 45 | 2       |                               |
| 12  | Guarani         | 52  | 38 | 15 | 7  | 16 | 51 | 48 | +3  | 45 | 1       |                               |
| 13  | Paraná          | 52  | 38 | 14 | 10 | 14 | 48 | 44 | +4  | 45 | 1       |                               |
| 14  | Criciúma        | 51  | 38 | 13 | 12 | 13 | 43 | 43 | 0   | 44 | 4       |                               |
| 15  | São Caetano     | 51  | 38 | 12 | 15 | 11 | 57 | 51 | +6  | 44 | 1       |                               |
| 16  | ASA             | 48  | 38 | 13 | 9  | 16 | 44 | 54 | –10 | 42 | 1       |                               |
| 17  | Icasa           | 47  | 38 | 11 | 14 | 13 | 52 | 55 | –3  | 41 | Estável | Rebaixados à Série C de 2012  |
| 18  | Vila Nova       | 32  | 38 | 7  | 11 | 20 | 34 | 53 | –19 | 28 | Estável | Rebaixados à Série C de 2012  |
| 19  | Salgueiro[f]    | 26  | 38 | 8  | 5  | 25 | 32 | 63 | –31 | 25 | Estável | Rebaixados à Série C de 2012  |
| 20  | Duque de Caxias | 17  | 38 | 2  | 11 | 25 | 32 | 84 | –52 | 15 | Estável | Rebaixados à Série C de 2012  |

f. ^  O Salgueiro foi punido com a perda de 3 pontos por escalação de jogador irregular.

## Confrontos
|                 | ABC | AME | ASA | BOA | BRG | CRI | DCA | GOI | GBR | GUA | ICA | NAU | PAR | PON | POR | SAL | SCA | SPT | VIL | VIT |
| --------------- | --- | --- | --- | --- | --- | --- | --- | --- | --- | --- | --- | --- | --- | --- | --- | --- | --- | --- | --- | --- |
| ABC             | —   | 3–1 | 1–1 | 2–0 | 0–5 | 1–1 | 3–0 | 2–0 | 2–2 | 2–1 | 1–1 | 1–0 | 1–1 | 1–1 | 1–1 | 1–1 | 2–2 | 3–0 | 1–2 | 0–0 |
| Americana       | 2–1 | —   | 1–1 | 2–1 | 1–1 | 0–0 | 1–1 | 1–3 | 1–0 | 1–2 | 1–0 | 0–0 | 1–0 | 0–2 | 2–3 | 1–0 | 1–0 | 2–1 | 2–1 | 0–0 |
| ASA             | 4–3 | 2–1 | —   | 2–1 | 2–1 | 3–1 | 2–0 | 1–1 | 1–1 | 3–2 | 2–1 | 1–2 | 4–2 | 1–2 | 2–0 | 0–1 | 0–0 | 1–1 | 1–0 | 1–2 |
| Boa Esporte     | 0–0 | 0–0 | 2–1 | —   | 1–2 | 2–0 | 2–0 | 1–0 | 2–0 | 0–1 | 1–0 | 2–1 | 1–2 | 1–1 | 1–2 | 0–0 | 4–1 | 3–0 | 0–0 | 1–2 |
| Bragantino      | 1–1 | 2–0 | 0–1 | 1–2 | —   | 2–2 | 3–0 | 4–0 | 2–1 | 0–0 | 1–1 | 2–1 | 2–1 | 1–1 | 1–1 | 5–3 | 1–2 | 3–2 | 1–0 | 2–2 |
| Criciúma        | 3–1 | 1–0 | 1–0 | 0–0 | 1–0 | —   | 2–0 | 2–0 | 1–2 | 2–2 | 5–2 | 0–0 | 1–2 | 1–1 | 1–1 | 3–0 | 1–1 | 1–0 | 3–1 | 2–1 |
| Duque de Caxias | 1–0 | 0–2 | 2–1 | 2–2 | 2–6 | 1–2 | —   | 2–3 | 2–3 | 0–2 | 1–1 | 0–0 | 0–0 | 0–2 | 0–0 | 1–2 | 1–3 | 1–1 | 1–1 | 2–3 |
| Goiás           | 1–2 | 3–1 | 4–1 | 2–0 | 2–1 | 1–0 | 4–1 | —   | 1–0 | 3–0 | 0–0 | 1–2 | 0–3 | 2–1 | 1–4 | 0–1 | 1–0 | 2–1 | 1–1 | 4–1 |
| Grêmio Barueri  | 1–3 | 0–1 | 1–0 | 2–2 | 3–2 | 0–0 | 2–1 | 2–0 | —   | 1–3 | 1–2 | 0–0 | 1–0 | 2–1 | 1–1 | 2–1 | 0–3 | 2–3 | 1–0 | 1–0 |
| Guarani         | 1–2 | 1–2 | 0–1 | 2–0 | 3–1 | 4–2 | 4–0 | 2–0 | 3–0 | —   | 0–1 | 3–1 | 1–1 | 0–3 | 0–2 | 1–2 | 1–0 | 1–1 | 0–1 | 0–0 |
| Icasa           | 1–3 | 2–2 | 1–1 | 0–1 | 2–0 | 0–1 | 4–2 | 4–2 | 0–1 | 1–1 | —   | 1–2 | 3–1 | 1–1 | 0–2 | 1–0 | 0–0 | 2–2 | 1–0 | 3–1 |
| Náutico         | 2–0 | 3–2 | 1–0 | 3–1 | 2–2 | 2–1 | 1–1 | 1–0 | 2–1 | 2–0 | 2–2 | —   | 1–1 | 2–2 | 0–0 | 1–0 | 2–1 | 2–0 | 4–2 | 2–0 |
| Paraná          | 1–0 | 0–1 | 3–1 | 2–0 | 1–0 | 0–0 | 3–1 | 1–1 | 1–3 | 3–0 | 2–0 | 2–0 | —   | 0–1 | 1–1 | 1–0 | 2–2 | 1–2 | 2–1 | 1–1 |
| Ponte Preta     | 4–1 | 0–0 | 5–0 | 1–2 | 1–3 | 3–0 | 2–1 | 2–1 | 2–0 | 2–0 | 4–1 | 3–3 | 4–3 | —   | 0–3 | 1–0 | 1–0 | 1–1 | 1–1 | 0–0 |
| Portuguesa      | 2–3 | 0–0 | 2–0 | 1–1 | 5–0 | 2–0 | 4–0 | 3–0 | 4–2 | 3–2 | 3–3 | 4–0 | 2–1 | 2–1 | —   | 1–0 | 5–2 | 2–2 | 0–1 | 3–2 |
| Salgueiro       | 0–1 | 0–1 | 1–1 | 0–1 | 0–1 | 2–1 | 2–0 | 2–0 | 1–4 | 1–4 | 3–5 | 0–2 | 2–1 | 2–3 | 1–2 | —   | 1–1 | 0–1 | 1–1 | 0–2 |
| São Caetano     | 4–0 | 1–1 | 2–0 | 0–2 | 0–2 | 1–0 | 4–2 | 2–1 | 1–1 | 1–2 | 2–2 | 0–0 | 1–1 | 1–1 | 3–3 | 3–1 | —   | 3–3 | 3–0 | 2–2 |
| Sport           | 2–0 | 4–0 | 3–0 | 4–1 | 1–1 | 0–0 | 1–1 | 0–1 | 1–0 | 3–1 | 1–0 | 2–0 | 3–0 | 3–1 | 2–3 | 3–0 | 1–3 | —   | 2–0 | 4–0 |
| Vila Nova       | 2–2 | 1–3 | 1–1 | 1–2 | 1–2 | 2–0 | 1–1 | 2–3 | 2–2 | 0–0 | 1–2 | 0–0 | 0–1 | 3–1 | 1–3 | 1–0 | 2–0 | 0–1 | —   | 0–3 |
| Vitória         | 1–1 | 5–2 | 1–0 | 0–1 | 4–1 | 3–1 | 5–1 | 3–2 | 1–2 | 0–1 | 1–1 | 3–2 | 1–0 | 2–0 | 0–2 | 5–1 | 1–2 | 2–0 | 1–0 | —   |

| Vitória do mandante; Vitória do visitante; Empate. | Em vermelho os jogos da próxima rodada; Em negrito os jogos "clássicos". |

## Desempenho por rodada
Clubes que lideraram o campeonato ao final de cada rodada:
| Rodadas | Rodadas | Rodadas | Rodadas | Rodadas | Rodadas | Rodadas | Rodadas | Rodadas | Rodadas | Rodadas | Rodadas | Rodadas | Rodadas | Rodadas | Rodadas | Rodadas | Rodadas | Rodadas | Rodadas | Rodadas | Rodadas | Rodadas | Rodadas | Rodadas | Rodadas | Rodadas | Rodadas | Rodadas | Rodadas | Rodadas | Rodadas | Rodadas | Rodadas | Rodadas | Rodadas | Rodadas | Rodadas |
| ------- | ------- | ------- | ------- | ------- | ------- | ------- | ------- | ------- | ------- | ------- | ------- | ------- | ------- | ------- | ------- | ------- | ------- | ------- | ------- | ------- | ------- | ------- | ------- | ------- | ------- | ------- | ------- | ------- | ------- | ------- | ------- | ------- | ------- | ------- | ------- | ------- | ------- |
| 1       | 2       | 3       | 4       | 5       | 6       | 7       | 8       | 9       | 10      | 11      | 12      | 13      | 14      | 15      | 16      | 17      | 18      | 19      | 20      | 21      | 22      | 23      | 24      | 25      | 26      | 27      | 28      | 29      | 30      | 31      | 32      | 33      | 34      | 35      | 36      | 37      | 38      |
| PON     | POR     | SPT     | ABC     | PON     | PON     | POR     | POR     | PON     | POR     | POR     | POR     | POR     | POR     | POR     | POR     | POR     | POR     | POR     | POR     | POR     | POR     | POR     | POR     | POR     | POR     | POR     | POR     | POR     | POR     | POR     | POR     | POR     | POR     | POR     | POR     | POR     | POR     |

Clubes que ficaram na última posição do campeonato ao final de cada rodada:
| Rodadas | Rodadas | Rodadas | Rodadas | Rodadas | Rodadas | Rodadas | Rodadas | Rodadas | Rodadas | Rodadas | Rodadas | Rodadas | Rodadas | Rodadas | Rodadas | Rodadas | Rodadas | Rodadas | Rodadas | Rodadas | Rodadas | Rodadas | Rodadas | Rodadas | Rodadas | Rodadas | Rodadas | Rodadas | Rodadas | Rodadas | Rodadas | Rodadas | Rodadas | Rodadas | Rodadas | Rodadas | Rodadas |
| ------- | ------- | ------- | ------- | ------- | ------- | ------- | ------- | ------- | ------- | ------- | ------- | ------- | ------- | ------- | ------- | ------- | ------- | ------- | ------- | ------- | ------- | ------- | ------- | ------- | ------- | ------- | ------- | ------- | ------- | ------- | ------- | ------- | ------- | ------- | ------- | ------- | ------- |
| 1       | 2       | 3       | 4       | 5       | 6       | 7       | 8       | 9       | 10      | 11      | 12      | 13      | 14      | 15      | 16      | 17      | 18      | 19      | 20      | 21      | 22      | 23      | 24      | 25      | 26      | 27      | 28      | 29      | 30      | 31      | 32      | 33      | 34      | 35      | 36      | 37      | 38      |
| ASA     | SCA     | DCA     | DCA     | DCA     | DCA     | DCA     | DCA     | DCA     | DCA     | DCA     | DCA     | DCA     | DCA     | DCA     | DCA     | DCA     | DCA     | DCA     | DCA     | DCA     | DCA     | DCA     | DCA     | DCA     | DCA     | DCA     | DCA     | DCA     | DCA     | DCA     | DCA     | DCA     | DCA     | DCA     | DCA     | DCA     | DCA     |

## Artilharia
| Gols | Jogador            | Time        |
| ---- | ------------------ | ----------- |
| 21   | Kieza              | Náutico     |
| 20   | Lincom             | Bragantino  |
| 19   | Ricardo Jesus      | Ponte Preta |
| 15   | Neto Baiano        | Vitória     |
| 13   | Edno               | Portuguesa  |
| 13   | Marquinhos         | Vitória     |
| 13   | Zé Carlos          | Criciúma    |
| 13   | Bruno Mineiro      | Sport       |
| 12   | Ananias            | Portuguesa  |
| 12   | Jheimy             | Boa Esporte |
| 12   | Marcelinho Paraíba | Sport       |

Fonte: UOL Esporte

## Maiores públicos
Esses são os dez maiores públicos do Campeonato:
| N.º | Público[i] | Mandante | Placar | Visitante   | Estádio        | Data           | Rodada |
| --- | ---------- | -------- | ------ | ----------- | -------------- | -------------- | ------ |
| 1   | 34 742     | Vitória  | 1–2    | São Caetano | Barradão       | 19 de novembro | 37.ª   |
| 2   | 26 231     | Sport    | 4–0    | Vitória     | Ilha do Retiro | 24 de setembro | 25.ª   |
| 3   | 26 216     | Vitória  | 5–1    | Salgueiro   | Barradão       | 4 de novembro  | 34.ª   |
| 4   | 24 333     | Vitória  | 3–1    | Criciúma    | Barradão       | 12 de novembro | 36.ª   |
| 5   | 22 043     | Sport    | 2–3    | Portuguesa  | Ilha do Retiro | 13 de agosto   | 16.ª   |
| 6   | 21 754     | Goiás    | 0–3    | Paraná      | Serra Dourada  | 14 de junho    | 5.ª    |
| 7   | 21 637     | Sport    | 3–0    | ASA         | Ilha do Retiro | 13 de setembro | 23.ª   |
| 8   | 21 485     | Sport    | 1–1    | Bragantino  | Ilha do Retiro | 14 de outubro  | 30.ª   |
| 9   | 20 734     | Náutico  | 2–2    | Ponte Preta | Aflitos        | 26 de novembro | 38.ª   |
| 10  | 20 040     | Sport    | 3–0    | Paraná      | Ilha do Retiro | 19 de novembro | 37.ª   |

- i. ^ Considera-se apenas o público pagante

## Média de público
Essas são as médias de público do Campeonato. Considera-se apenas os jogos da equipe como mandante:
| 1. Sport – 18.499 2. Náutico – 12.349 3. Vitória – 11.850 4. Grêmio Barueri – 8.380 5. Goiás – 8.059 6. Criciúma – 5.981 7. Ponte Preta – 5.579 8. ABC – 5.383 9. Vila Nova – 5.146 10. Portuguesa – 4.417 | 1. ASA – 4.283 2. Salgueiro – 3.965 3. Paraná – 3.716 4. Bragantino – 3.423 5. Boa Esporte – 3.089 6. Guarani – 2.684 7. Icasa – 2.523 8. Americana – 1.442 9. São Caetano – 698 10. Duque de Caxias – 252 |

## Premiação
| Campeonato Brasileiro 2011 Série B                     |
| São Paulo                                              |
| ------------------------------------------------------ |
| Associação Portuguesa de Desportos Campeã (1.º título) |